# Symphonie magnétophonique
Symphonie magnétophonique is een compositie van de Deense componiste Else Marie Pade uit 1958. De beste vertaling zou zijn Magneetbandsymfonie.
Pade componeerde twee symfonieën; deze en Symphonia Heroica (1962). De Symphonie magnétophonique heeft niet de "verplichte" structuur van een symfonie, maar gaat uit van de grondbetekenis van het woord: Samen (sum) / klank (fonie).
Er komt geen traditioneel muziekinstrument te pas aan deze symfonie. Het bestaat uit op magneetband vastgelegde geluiden van alledag in Kopenhagen aangevuld met geluiden die al beschikbaar waren bij de Deense Omroep, met wie zij samenwerkte in dit project, met name met geluidstechnicus Sven-Drehn Knudsen. Deze geluiden werden elektronisch bewerkt en in en aan elkaar gezet, zodat er een "doorgecomponeerd" (geen onderbrekingen) geheel ontstond. De dag begint met vogelgezang, een fluitende melkman, een wekker die afloopt, gezang onder de douche, slurpen van koffie of thee en ontbijtgeluiden. Later komen nog voorbij geluiden van trein en tram, een tikmachine en marcherende soldaten, klokken van het stadhuis, dieren in de haven etc.
Een aantal fragmenten toegelicht:
- liefhebbers van Pink Floyds The Dark Side of the Moon zullen direct het tikken van de klok en de wekker herkennen; Pade schreef dit in 1958, Pink Floyd in 1972, nummer Time;
- de overgang van trein naar tram vindt plaats zonder dat je daar geluidstechnisch erg in hebt;
- de marcherende soldaten worden begeleid door een spervuur van een machinegeweer, de ritmes sluiten exact op elkaar aan;
- dieren in de haven spelen samen een wals; de hond blaft op tel één; de meeuwen vullen aan op de tweede en derde tel.

Dat de jonge Pade serieus genomen wilde worden, blijkt uit de Franse titel, een overblijfsel van haar leerproces in Frankrijk en het feit dat het werk een partituur heeft, terwijl de enige musicus een man/vrouw is die de tape in of uit werking zet.

## Discografie
- Uitgave Dacapo: een opname uit 1962 van de Deense Radio; verbeterd in 2002 in Aarhus

## Bron
- Bovengenoemde compact disc.